# Státní svátky Tuvalu
Toto je seznam státních svátků, které se slaví v Tuvalu. 
| Datum                            | Český název                   | Místní název         | Poznámka                                   |
| -------------------------------- | ----------------------------- | -------------------- | ------------------------------------------ |
| 1. října                         | Den nezávislosti              |                      | 1. října 1978                              |
| 1. leden                         | Nový rok                      | Tausaga Fou          |                                            |
| druhé pondělí v březnu           | Den Commonwealthu             |                      |                                            |
| pohyblivý jarní svátek           | Velký pátek                   |                      |                                            |
| pohyblivý jarní svátek           | Bílá sobota                   |                      |                                            |
| pohyblivý jarní svátek           | Vzkříšení                     |                      |                                            |
| pohyblivý jarní svátek           | Velikonoční pondělí           |                      |                                            |
| Pondělí po druhé neděli v květnu | Den Evangelia                 | Te Aso o te Tala Lei |                                            |
| Druhá sobota v červnu            | Oficiální narozeniny královny |                      |                                            |
| První pondělí v srpnu            | Národní den dětí              | Aso Tamaliki         |                                            |
| 1. říjen                         | Den Tuvalu                    |                      | (všeobecné prázdniny pokračují i 2. října) |
| Druhé pondělí v listopadu        | Narozeniny dědice trůnu       |                      |                                            |
| 25. prosinec                     | 1. svátek vánoční             | Kilisimasi           |                                            |
| 26. prosinec                     | Krabicový den                 |                      |                                            |